# کوه یوتئی
کوه یوتئی (به ژاپنی: 羊蹄山 Yōteizan) یکی از کوه‌های استان هوکایدو در ژاپن است. نام این کوه در کتاب فهرست صد کوه معروف ژاپن آمده‌است. ارتفاع این کوه ۱۸۷۸ متر است. این کوه همچنین بخاطر شباهت ظاهری‌اش با کوه معروف فوجی یازو فوجی یا ازو فوجی نیز نامیده می‌شود. در سال توسط مرکز هواشناسی ژاپن در فهرست آتشفشان‌های فعال قرار گرفت. دهانهٔ آتشفشانی آن ۷۰۰ متر قطر و ۲۰۰ متر عمق دارد. در این کوه تاکنون در حدود ۱۳۰ پرندهٔ وحشی شناسایی شده‌است.

## نگارخانه

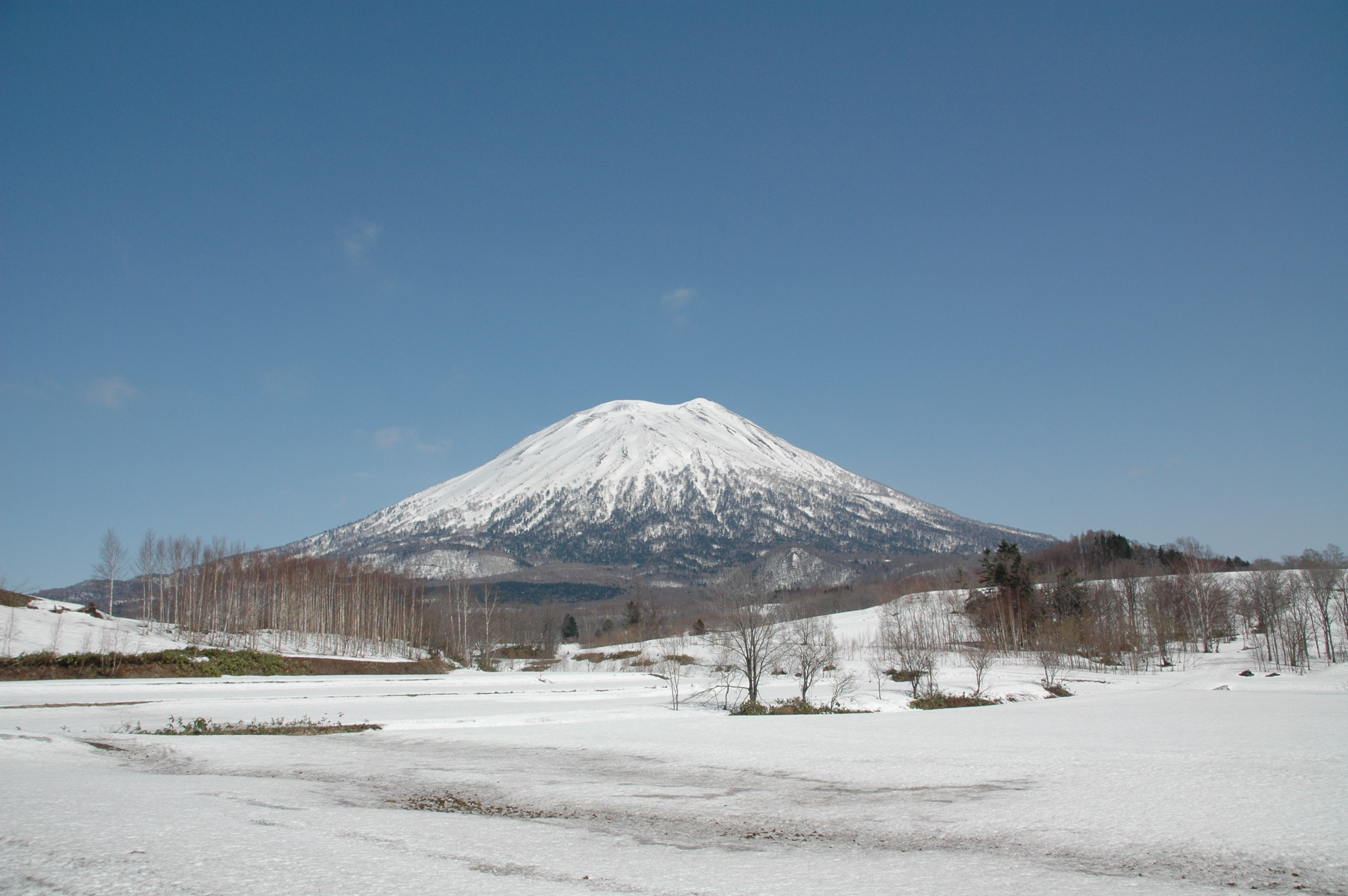
نمای کوه از طرف شهر نیسکوماچی
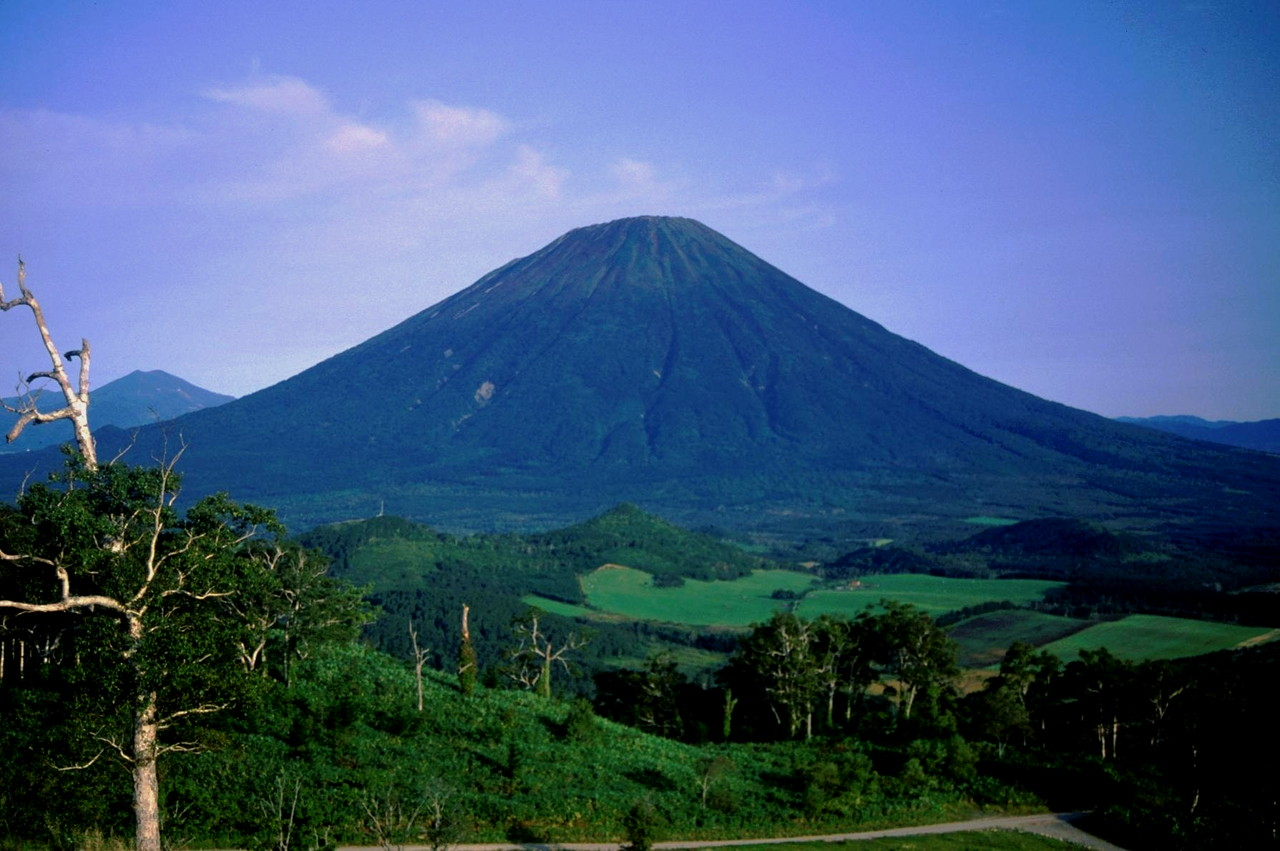
نمای کوه از طرف شرق و کوه شیری‌بتسو